# Munikan
Il Munikan (in russo Муникан?) è un fiume dell'Estremo Oriente russo. È il maggior affluente del fiume Konin. Scorre nel Tuguro-Čumikanskij rajon del Territorio di Chabarovsk.
Il fiume ha origine tra le creste dei monti Tajkanskij, Bjuko e Jam-Alin' da due fonti: il Munikan di sinistra e il Munikan di destra (Левый e Правый Муникан) e scorre in direzione sud-est. La sua lunghezza è di 162 km, l'area del bacino è di 2 320 km².